# Maria Róża Radziwiłłowa
Maria Róża Radziwiłłowa z domu Branicka, zwana Bichettą (ur. 8 października 1863 w Paryżu, zm. 7 października 1941 w Rzymie) – ordynatowa nieświeska.
Córka Władysława Michała Branickiego i Marii Anieli Sapieżyny z Białej Cerkwi. Ze strony Branickich była podobno prawnuczką carycy Katarzyny II. Rodzice byli właścicielami jednej z największych fortun ówczesnej Polski. Zamężna z Jerzym Fryderykiem Radziwiłłem, ordynatem nieświeskim. Miała dzieci: Antoniego Albrechta, Karola Mikołaja, Leona Władysława, Teresę i Elżbietę.
Była autorką Portretów polskich XVI–XIX wieku wydanych pod redakcją Jerzego Mycielskiego w 4 zeszytach w latach 1911–1913 przez Wydawnictwo Altenberga.
Zajmowała się interesami rodziny i sprawami sześciorga dzieci. Prowadziła życie towarzyskie na wielką skalę. Przez salony jej rezydencji w Rzymie, Paryżu, Lipkach i Nieświeżu przewijali się przedstawiciele domów panujących, arystokracji europejskiej, dyplomaci, artyści, intelektualiści i politycy. Uchodziła za osobę obcesową. Podczas jednej z kolacji siedziała nadąsana przez cały posiłek. Gdy gospodyni zapytała dlaczego milczy odpowiedziała głośno: "Czy naprawdę myślisz, że mogę się dobrze bawić gdy posadziłaś mnie między impotentem z jednej strony, a homoseksualistą z drugiej?" Kategorycznie sprzeciwiała się ślubowi swojego najstarszego syna z jego żoną.
Do września 1939 mieszkała na zamku w Nieświeżu. Rosjanie pozwolili jej zostać w postaci "żywego eksponatu muzealnego". Interwencja królowej Włoch Heleny umożliwiła jej wyjazd do Rzymu, gdzie zmarła w 1941. Pochowana została na cmentarzu Campo Verano. 
Była damą zakonów rycerskich: św. Jana z Jerozolimy (maltańczyków; 1927) i św. Łazarza z Jerozolimy (lazarytów; 1929).